# George Sydney Bunting
George Sydney Bunting ( 7 de marzo de 1927-27 de diciembre de 2015) fue un botánico, y horticultor estadounidense, que realizó expediciones botánicas por EE. UU., México, Venezuela.

## Algunas publicaciones

### Libros
- 1979. Sinopsis de las Araceae de Venezuela. 285 pp.
- 1960. A revision of Spathiphyllum (Araceae), v. 10 de Memoirs Series. Ed. New York Botanical Garden. 54 pp. ISBN 0893270377
- 1958. A revision of the genus Spathiphyllum (Araceae). Ed. Columbia University. 316 pp.
- 1951. A classification and description of some commercial foliage plants. Ed. Michigan State College of Agriculture. 492 pp.

## Honores

### Epónimos
Especies
- (Aristolochiaceae) Aristolochia buntingii Pfeifer[2]
- (Asclepiadaceae) Ditassa buntingii (Morillo) Liede[3]
- (Fabaceae) Albizia buntingii Barneby & J.W.Grimes[4]
- (Fabaceae) Swartzia buntingii R.S.Cowan[5]
- (Malpighiaceae) Hiraea buntingii W.R.Anderson[6]
- (Mimosaceae) Albizia buntingii Barneby & J.W.Grimes[7]
- (Rubiaceae) Psychotria buntingii Steyerm.[8]

- La abreviatura «G.S.Bunting» se emplea para indicar a George Sydney Bunting como autoridad en la descripción y clasificación científica de los vegetales.[9]